# Dolmen de Mas Girarols II
El Dolmen del Mas Girarols II és un dolmen situat al terme d'Espolla (Alt Empordà), inclòs a l'Inventari del Patrimoni Arqueològic i Paleontològic de Catalunya.

## Accès
Per accedir al jaciment des d'Espolla, cal prendre la carretera del coll de Banyuls que surt al nord-est del municipi. Passats 3,3 quilòmetres es troba un petit replà a la dreta de la carretera on hi ha la porta d'accés a la finca del mas Girarols. En aquest punt cal deixar el cotxe i seguir a peu per la mateixa carretera uns 170 metres fins a trobar un corriol senyalitzat a l'esquerra que puja al cim d'un turó. Uns 380 metres més amunt se situa el dolmen de Girarols I, i si es segueix uns 75 metres més, fins a arribar al cim, es troba el dolmen de Girarols II, arran del corriol a la dreta.
Es troba al cim del puig que queda al nord del mas Girarols i al sud del puig Balaguer, en una zona erma coberta per alzina jove i per arbustos d'estepa i garric.

## Descripció
Es tracta d'un possible sepulcre de corredor neolític amb cambra rectangular curta i passadís ample de parets paral·leles o d'una petita galeria catalana en U. És fet d'esquist i bastit en suau pendent. Va ser descobert l'any 1986 per Enric Carreras i Miquel Dídac Pinero en el decurs d'una inspecció sistemàtica de la zona, i no ha estat objecte mai de cap tipus d'intervenció arqueològica.
La cambra era rectangular curta, amb tres lloses i la coberta. L'entrada devia de ser de parets paral·leles i no conserva cap resta de porta. Les dimensions internes de la cambra són 1,5 m de longitud, 1 m d'amplada i 1,12 m d'alçada.
La capçalera és única, rectangular, trencada per l'extrem superior, poc implantada a la roca i externa pels dos costats, amb la cara interna desbastada i els caires repicats.v
Els suports laterals de la cambra són arranats, de forma rectangular, poc implantats a la roca i presenten la cara interna desbastada i els caires repicats.
La coberta és de forma i secció rectangular, amb senyals de desbastament a la cara interna i els caires repicats, i presenta diverses cassoletes i solcs corbats insculpits a més d'una incisió moderna.
En quant al tipus d'accés a la cambra, podria tractar-se d'un corredor de lloses, axial a la cambra i bastit en un pendent suau. La seva longitud màxima conservada és de d'1 m per una amplada també d'1 m i una alçada d'1,05 m.
El túmul devia de ser de tendència circular, en contrafort frontal i lateral esquerre, format amb un reompliment de pedregar i terra. No es conserven restes de l'anell exterior de contenció.
Pel seu tipus arquitectònic, Tarrús (2002) el data a la quarta fase dels sepulcres de corredor de l'Alt Empordà-Rosselló, és a dir, de la primera meitat del III mil·lenni aC.